# Kupa na Sŭvet·skata armiya 1979-1980
La Coppa dell'Esercito sovietico 1979-1980 è stata la 35ª edizione di questo trofeo, e la 40ª in generale di una coppa nazionale bulgara di calcio, iniziata il 7 novembre 1979 e terminata il 13 maggio  1980. Lo Slavia Sofia ha vinto il trofeo per la sesta volta.

## Primo turno
| Squadra 1                | Risultato | Squadra 2             |
| ------------------------ | --------- | --------------------- |
| 7 novembre 1979          |           |                       |
| Balkanski Belogradchik   | 3 – 2     | Sviloza Svishtov      |
| Iskar                    | 1 – 0     | Olimpik Teteven       |
| Spartak Koynare          | 4 – 0     | Levski Lom            |
| Orlov Zhitnitsa          | 2 – 1     | Khan Krum Tŭrgovishte |
| Oveč Provadiya           | 0 – 5     | Lokomotiv Ruse        |
| Sokol                    | 0 – 1     | Červeno zname Kubrat  |
| Minjor Rudozem           | 2 – 0     | Levski Karlovo        |
| Vidima-Rakovski          | 8 – 1     | Zenit Pamukchi        |
| Lokomotiv Burgas         | 1 – 0     | FK Elkhovo            |
| Zagorec                  | 5 – 1     | Stroitel Troyanovo    |
| Svilengrad               | 2 – 4     | Iskra Chernochene     |
| Strumska Slava           | 2 – 0     | Maritsa Belovo        |
| K. Petrov Sapareva banya | 0 – 2     | Rilski Sportist       |
| Minjor Eleshnitsa        | 1 – 0     | Sportist Kremikovtsi  |

## Secondo turno
| Squadra 1              | Risultato | Squadra 2             |
| ---------------------- | --------- | --------------------- |
| 14 novembre 1979       |           |                       |
| Balkanski Belogradchik | 5 – 1     | Iskar                 |
| Lokomotiv Ruse         | 2 – 0     | Červeno zname Kubrat  |
| Spartak Koynare        | 4 – 0     | Khan Krum Tŭrgovishte |
| Vidima-Rakovski        | 2 – 1     | Minjor Rudozem        |
| Iskra Chernochene      | 0 – 1     | Strumska Slava        |
| Rilski Sportist        | 5 – 1     | Minjor Eleshnitsa     |
| Zagorec                | 3 – 1     | Lokomotiv Burgas      |

## Terzo turno
| Squadra 1              | Risultato   | Squadra 2       |
| ---------------------- | ----------- | --------------- |
| 21 novembre 1979       |             |                 |
| Balkanski Belogradchik | 4 – 2       | Spartak Koynare |
| Lokomotiv Ruse         | 0 – 1 (dts) | Vidima-Rakovski |

## Trentaduesimi di finale
| Squadra 1                   | Totale      | Squadra 2            | Andata | Ritorno |
| --------------------------- | ----------- | -------------------- | ------ | ------- |
| 24 novembre/1 dicembre 1979 |             |                      |        |         |
| Dunav Ruse                  | 0 – 2       | Vidima-Rakovski      | 0 - 1  | 0 - 1   |
| Zagorec                     | 3 – 14      | Botev Plovdiv        | 0 - 8  | 3 - 6   |
| Lokomotiv Mezdra            | 1 – 2       | Balkan Botevgrad     | 0 - 1  | 1 - 1   |
| Bdin                        | 1 – 4       | Slavia Sofia         | 0 - 1  | 1 - 3   |
| Pavlikeni                   | 2 – 8       | Minjor Pernik        | 0 - 2  | 2 - 6   |
| Balkanski Belogradchik      | 0 – 9       | Cavdar Troyan        | 0 - 4  | 0 - 5   |
| Jantra Gabrovo              | 8 – 3       | Akademic Svištov     | 7 - 1  | 1 - 2   |
| Liteks Loveč                | 2 – 6       | Montana              | 1 - 0  | 1 - 6   |
| Chumerna Elena              | 1 – 2       | Botev Vraca          | 1 - 0  | 0 - 2   |
| Rilski Sportist             | 1 – 3       | Levski Sofia         | 1 - 0  | 0 - 3   |
| Dobrudža                    | 7 – 1       | Lokomotiv Dryanovo   | 2 - 0  | 5 - 1   |
| Asenovec                    | 0 – 2       | Lokomotiv Plovdiv    | 0 - 1  | 0 - 1   |
| Velbažd                     | 2 – 1       | Čepinets             | 1 - 0  | 1 - 1   |
| Beloslav                    | 0 – 6       | FK Etăr              | 0 - 1  | 0 - 5   |
| Devnya                      | 3 – 7       | Černo More Varna     | 1 - 4  | 2 - 3   |
| Ludogorec                   | 5 – 3       | Lokomotiv GO         | 4 - 0  | 1 - 3   |
| Benkovski Isperih           | 1 – 5       | Spartak Pleven       | 0 - 1  | 1 - 4   |
| Svetkavica                  | 2 – 5       | Spartak Varna        | 1 - 1  | 1 - 4   |
| Vihren Sandanski            | 1 – 7       | Marek Dupnica        | 0 - 3  | 1 - 4   |
| Akademik Sofia              | 5 – 2       | Slivniški Geroj      | 2 - 1  | 3 - 1   |
| Strumska Slava              | 0 – 8       | Pirin Blagoevgrad    | 0 - 3  | 0 - 5   |
| Šumen                       | 3 – 3 (gfc) | Dorostol Silistra    | 1 - 0  | 2 - 3   |
| Marica Plovdiv              | 4 – 4 (gfc) | Minyor Buhovo        | 4 - 1  | 0 - 3   |
| Hebăr Pazardžik             | 4 – 6       | CSKA Sofia           | 3 - 2  | 1 - 4   |
| Rozova Dolina               | 4 – 5       | Gorubso Madan        | 2 - 1  | 2 - 4   |
| Tundzha Yambol              | 1 – 5       | Beroe                | 1 - 2  | 0 - 3   |
| Rodopa Smoljan              | 0 – 3       | Nesebăr              | 0 - 1  | 0 - 2   |
| Arda Kărdžali               | 3 – 2       | Dimitrovgrad         | 2 - 1  | 1 - 1   |
| Minyor Radnevo              | 4 – 7       | FK Černomorec Burgas | 3 - 2  | 0 - 5   |
| Haskovo                     | 3 – 6       | Chirpan              | 1 - 3  | 2 - 3   |
| Lokomotiv Sofia             | 5 – 2       | Belasica Petrič      | 0 - 0  | 5 - 2   |
| Metalurg Pernik             | 0 – 6       | Botev Ihtiman        | 0 - 2  | 0 - 4   |

## Sedicesimi di finale
| Squadra 1          | Totale      | Squadra 2            | Andata | Ritorno |
| ------------------ | ----------- | -------------------- | ------ | ------- |
| 8/15 dicembre 1979 |             |                      |        |         |
| Minyor Buhovo      | 2 – 7       | CSKA Sofia           | 2 - 3  | 0 - 4   |
| Chirpan            | 2 – 6       | Botev Plovdiv        | 1 - 0  | 1 - 6   |
| Arda Kărdžali      | 1 – 4       | FK Černomorec Burgas | 0 - 2  | 1 - 2   |
| Akademik Sofia     | 6 – 3       | Pirin Blagoevgrad    | 4 - 0  | 2 - 3   |
| Gorubso Madan      | 2 – 3       | Beroe                | 2 - 2  | 0 - 1   |
| Balkan Botevgrad   | 5 – 2       | Minjor Pernik        | 2 - 2  | 3 - 0   |
| Cavdar Troyan      | 1 – 8       | Slavia Sofia         | 1 - 2  | 0 - 6   |
| Montana            | 1 – 4       | Levski Sofia         | 1 - 2  | 0 - 2   |
| Šumen              | 1 – 4       | Spartak Varna        | 1 - 1  | 0 - 3   |
| Velbažd            | 3 – 10      | Marek Dupnica        | 3 - 3  | 0 - 7   |
| Dobrudža           | 2 – 2 (gfc) | FK Etăr              | 1 - 0  | 1 - 2   |
| Vidima-Rakovski    | 2 – 6       | Černo More Varna     | 1 - 2  | 1 - 4   |
| Ludogorec          | 2 – 4       | Spartak Pleven       | 1 - 0  | 1 - 4   |
| Botev Ihtiman      | 2 – 4       | Lokomotiv Sofia      | 2 - 1  | 0 - 3   |
| Nesebăr            | 4 – 7       | Lokomotiv Plovdiv    | 3 - 4  | 1 - 3   |
| Jantra Gabrovo     | 3 – 5       | Botev Vraca          | 0 - 2  | 3 - 3   |

## Ottavi di finale
| Squadra 1            | Risultato       | Squadra 2        |
| -------------------- | --------------- | ---------------- |
| 16 febbraio 1980     |                 |                  |
| Balkan Botevgrad     | 0 – 5           | Slavia Sofia     |
| Levski Sofia         | 1 – 2           | Botev Vraca      |
| Dobrudža             | 1 – 0           | Černo More Varna |
| Spartak Varna        | 0 – 0 (4-3 dtr) | Spartak Pleven   |
| Marek Dupnica        | 2 – 2 (2-4 dtr) | Akademik Sofia   |
| FK Černomorec Burgas | 2 – 1           | Botev Plovdiv    |
| Lokomotiv Plovdiv    | 1 – 2 (dts)     | Beroe            |
| CSKA Sofia           | 1 – 1 (4-3 dtr) | Lokomotiv Sofia  |

## Quarti di finale
| Squadra 1        | Risultato   | Squadra 2            |
| ---------------- | ----------- | -------------------- |
| 23 febbraio 1980 |             |                      |
| Akademik Sofia   | 2 – 1       | CSKA Sofia           |
| Beroe            | 4 – 2 (dts) | FK Černomorec Burgas |
| Slavia Sofia     | 3 – 1 (dts) | Botev Vraca          |
| Dobrudža         | 2 – 0       | Spartak Varna        |

## Semifinali
| Squadra 1      | Risultato   | Squadra 2 |
| -------------- | ----------- | --------- |
| 9 aprile 1980  |             |           |
| Akademik Sofia | 0 – 3       | Beroe     |
| Slavia Sofia   | 3 – 2 (dts) | Dobrudža  |

## Finale
| Arbitro: | Nikola Dudin |

|                                     |           |            |
| Željazkov 3’ (rig.) 44’ Cvetkov 90’ | Marcatori | 85’ Petkov |